# Gisela Harum

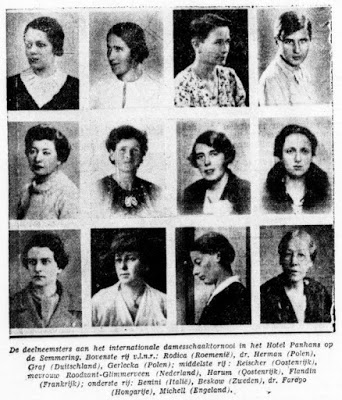
Gisela Harum

Gisela Harum est une joueuse d'échecs autrichienne née 1903 et morte en 1995. Elle fut troisième du championnat du monde d'échecs féminin en 1935 derrière Vera Menchik.

## Biographie
Gisela Harum participa au premier championnat du monde féminin en 1927 et finit septième sur douze participantes avec 4,5 points sur 11. En 1933, sélectionnée pour le championnat du monde, elle ne put financer les frais de participation et déclara forfait pour cette compétition. En 1935, à Varsovie, elle finit troisième avec 6 points marqués sur 9 (6 victoires, une nulle et deux défaites). Lors de l'édition suivante, en 1937 à Stockholm, elle marqua 6,5 points sur 14.